# Rolf von Nauckhoff
Rolf Gösta Henricksson von Nauckhoff (* 15. Mai 1909 in Stockholm; † 25. Juni 1968 in München) war ein schwedischer Schauspieler, der hauptsächlich in Deutschland tätig war.

## Leben

### Kindheit und Jugend
Rolf von Nauckhoff stammt aus einem estländischen Adelsgeschlecht, das 1777 in den schwedischen Adel naturalisiert wurde. Sein Großvater Ernst Gustaf Gösta Reinhold Nauckhoff, der Doktor der Philosophie und außerordentlicher Professor für Mineralogie und Geologie, hat unter anderem an der Spitzbergen-Expedition 1868 unter der Leitung von Adolf Erik Nordenskiöld als Mineraloge teilgenommen.
Er wurde als Sohn von Johan Henrik Gustafsson von Nauckhoff geboren, der eine Zementfirma in Stockholm leitete und darüber hinaus als Dozent und Autor tätig war. Allerdings wuchs Rolf von Nauckhoff überwiegend bei seinem Stiefvater Elis Holmber in Lübeck auf, der dort von 1909 bis 1945 als Generalkonsul und Leiter des Königlich Schwedischen Konsulats tätig war. Er kam 1916 im Alter von 7 Jahren nach Deutschland, wo er mit einigen Unterbrechungen insgesamt 40 Jahre seines Lebens verbrachte.

### Frühe Laufbahn
Rolf von Nauckhoff sollte ursprünglich Offizier werden, doch der tiefgründige, junge Mann interessierte sich schon früh für Kunst und Philosophie. So schrieb er bereits mit 17 Jahren ein Reisetagebuch, das er liebevoll und aufwendig illustrierte. Er konnte sich gegen seine Familie durchsetzen und studierte Malerei an der Königliche Akademie der freien Künste (Kungliga Konsthögskolan) in Stockholm. Später, als er bereits ein erfolgreicher Schauspieler war, leistete von 1927 bis 1930 in der Studentenkompanie seinen Wehrdienst ab und besuchte von 1933 bis 1935 in Göteborg die Kunstakademie.

### Karriere als Schauspieler

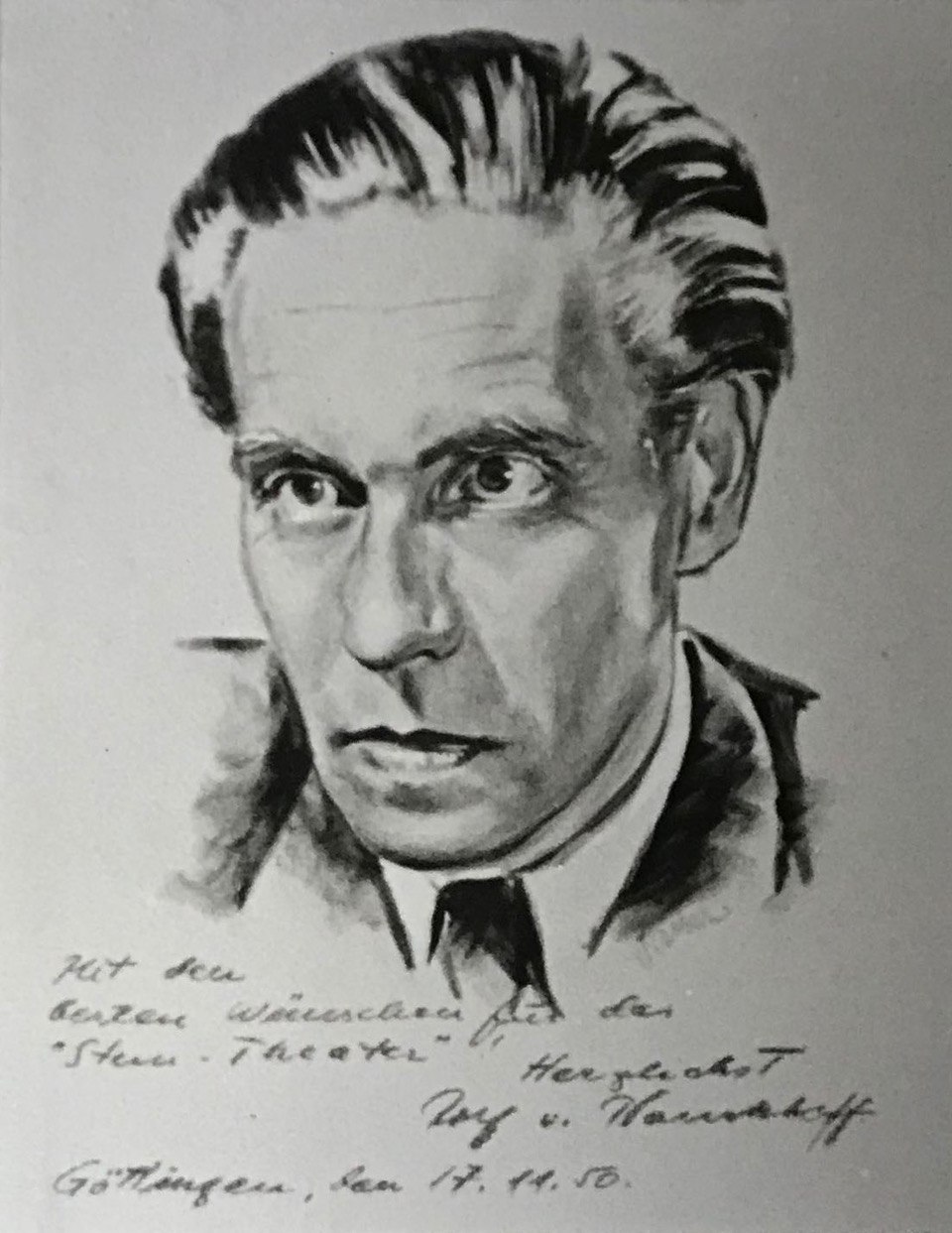
„Stern Theater“ Göttingen 17.11.1950

Neben seinem Kunststudium nahm Rolf von Nauckhoff bereits in den 1920er Jahren privaten Schauspielunterricht bei diversen Lehrern und erhielt 1934 sein erstes Engagement am Stadttheater in Göteborg. 1935 wurde Rolf von Nauckhoff von seinem berühmten Kollegen Gösta Ekman am Vasa-Theater in Stockholm engagiert, welches Ekman kurz zuvor gegründet hatte. Erste Erfahrung vor der Kamera sammelte von Nauckhoff in dem von Gustaf Edgren inszenierten Drama „Johan Ulfstjerna“ im Jahre 1936.
Im Jahr 1938 wurde Rolf von Nauckhoff als Theaterkritiker für eine schwedische Zeitung nach Berlin geschickt. Neben seiner Tätigkeit als Kritiker arbeitete er auch als Autor und Sprecher von Hörspielen bei verschiedenen deutschen und schwedischen Rundfunksendern.
Ebenfalls 1938 fand der zielstrebige Schauspieler Engagements am traditionsreichen Theater am Schiffbauerdamm, das heute die Spielstätte des Berliner Ensembles ist und an der Tribüne in Berlin, auf der zuvor schon Marlene Dietrich und Fritz Kortner aufgetreten waren. Rolf von Nauckhoff fand nicht nur den Anschluss an das deutsche Theaterleben, ihm gelang es auch Fuß im Deutschen Film zu fassen. So brillierte er in der Rolle des Rechtsanwaltes Paul in der Komödie „Lauter Lügen“ (1938), bei der Heinz Rühmann Regie führte. Seine Leistungen überzeugten und kurz darauf spielte Rolf von Nauckhoff zusammen mit Rühmann in der Komödie „Hurra! Ich bin Papa!“ (1939) von Kurt Hoffmann.

Der Zweite Weltkrieg unterbrach seine Arbeit beim Film und beschränkte seine Tätigkeit auf Engagements bei verschiedenen kleineren Berliner Künstlerbühnen.

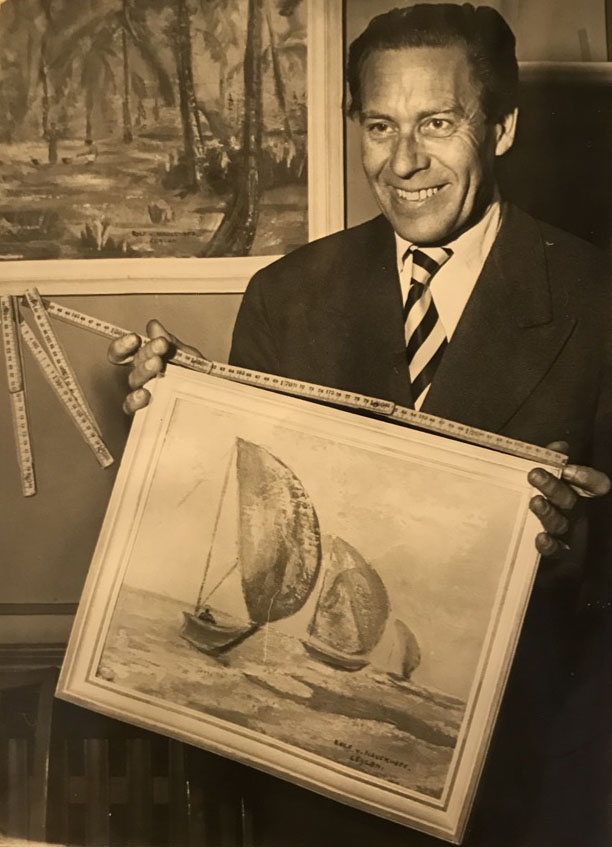
Ausstellung Funkhaus in München 1959

Nach dem Krieg nahm seine Karriere wieder Fahrt auf und Rolf von Nauckhoff wurde am Schauspielhaus in Wien verpflichtet. 1948 übernahm er eine Rolle in dem Film „Weißes Gold“. Aufgrund eines Standfotos bekam er kurz darauf die Hauptrolle des Dr. Ernst Romberg im Gerichtsdrama „Duell mit dem Tod“ von Paul May (1949). Für Rolf von Nauckhoff war es die schönste Rolle seines Lebens. Es folgten verschiedene Fernsehspiele und Serien.
Von Nauckhoff, der für seine große Liebe zum Detail bekannt war, wurde auch für amerikanische Fernsehfilme besetzt, die in Deutschland spielten. So zum Beispiel in „Eine Liebesgeschichte“ von 1954 mit Hildegard Knef in der Hauptrolle, oder „Ein Mann auf dem Drahtseil“ von 1957 mit Gloria Grahame und Gert Fröbe, bei welchem Elia Kazan Regie führte.
Zudem arbeitete er zwischen 1950 und 1960 als Sprecher und Autor für den Bayerischen Rundfunk, den SWR und den NDR.
„Raumpatrouille – Die phantastischen Abenteuer des Raumschiffes Orion“ (1966) war die letzte Produktion, in der Rolf von Nauckhoff mitwirkte. Die Kultserie kam 2003 im Producers Cut noch einmal unter dem Titel „Raumpatrouille Orion – Rücksturz ins Kino“ in die Filmtheater.
Rolf von Nauckhoff ließ sich zeitlebens auf kein Filmgenre festlegen, verkörperte aber in seinen Haupt- und Nebenrollen vorwiegend hochrangige Persönlichkeiten wie Minister, Ärzte, Professoren und andere Entscheidungsträger. Doch auch dem Theater und der Malerei blieb er zeitlebens treu. Er malte sein ganzes Leben lang und trat noch bis zu seinem Tod intensiv in Städten der Bundesrepublik, zum Beispiel in Frankfurt am Main und München, im Theater auf.
Er starb am 25. Juni 1968 mit 59 Jahren in München an Herzversagen.

### Ehe und Kinder
Rolf von Nauckhoff war in erster Ehe mit der zwölf Jahre älteren Maria Bernheim (geborene Herbot, 1897–1957) verheiratet. Die Heirat kam auf Wunsch von Heinz Rühmann zustande, der bis 1938 mit Maria Bernheim verheiratet war, sich aber hatte scheiden lassen, da sie Jüdin war und Rühmann seine Karriere nicht aufs Spiel setzen wollte. Durch die Heirat erlangte Maria Bernheim die schwedische Staatsbürgerschaft, sodass sie noch einige Zeit unbehelligt in Berlin leben konnte. 1942 ließen sich Rolf und Maria von Nauckhoff scheiden; im März 1943 reiste Maria von Nauckhoff mit ihrem schwedischen Pass nach Stockholm aus.
1949 heiratete Rolf von Nauckhoff ein zweites Mal, dieses Mal seine große Liebe Charlotte Brucks. Die Ehe hielt bis zu Nauckhoffs Tod. Aus der Verbindung gingen Tochter Birgit von Nauckhoff (* 1944) und Sohn Gösta von Nauckhoff (1946–2002) hervor.

## Filmografie
- 1936: Konflikt
- 1938: Lauter Lügen
- 1939: Hurra! Ich bin Papa!
- 1949: Weißes Gold
- 1949: Duell mit dem Tod
- 1950: Epilog – Das Geheimnis der Orplid
- 1950: Frühlingsromanze
- 1950: Kronjuwelen
- 1950: Der Mann, der zweimal leben wollte
- 1951: Die Dame in Schwarz
- 1951: Die Tat des Anderen
- 1951: Begierde
- 1953: Sterne über Colombo
- 1953: Ein Mann auf dem Drahtseil (Man on a Tightrope)
- 1953: Liebeserwachen
- 1953: Rote Rosen, rote Lippen, roter Wein
- 1953: Ein Herz spielt falsch
- 1954: Die Gefangene des Maharadscha
- 1954: Rittmeister Wronski
- 1954: Unternehmen Edelweiß
- 1954: Das zweite Leben
- 1955: Mädchen ohne Grenzen
- 1956: Vor 100 Jahren fing es an
- 1956: Liane, das Mädchen aus dem Urwald
- 1957: Liane, die weiße Sklavin
- 1957: Die fidelen Detektive
- 1957: Rübezahl – der Herr der Berge
- 1958: Der Arzt von Stalingrad
- 1959: Heiße Ware
- 1959: Verbrechen nach Schulschluß
- 1959: Arzt aus Leidenschaft
- 1960: Orientalische Nächte
- 1960: Herrin der Welt – Teil I
- 1960: … und keiner schämte sich
- 1960: Ein Weihnachtslied in Prosa oder Eine Geistergeschichte zum Christfest
- 1961: Frage Sieben (Question 7)
- 1961: Zu viele Köche (TV-Krimi-Mehrteiler)
- 1962: Zwei Bayern in Bonn
- 1963: Das Kriminalmuseum: Die Frau im Nerz
- 1963: Das Kriminalmuseum: Die Nadel
- 1963: Den Tod in der Hand
- 1963: Der Chef wünscht keine Zeugen
- 1964: Begegnung in Salzburg
- 1964: Das Kriminalmuseum: Tödliches Schach
- 1966: Gewagtes Spiel: Drei Giraffen (Fernsehserie)
- 1967: Das Geheimnis der Todesinsel
- 1967: Das Rasthaus der grausamen Puppen
- 1968: Gib mir Liebe

## Belege
1. ↑  Rolf von Nauckhoff. Abgerufen am 15. April 2022.
2. ↑  Nauckhoff :Riddarhuset. Abgerufen am 31. Oktober 2021.
3. ↑  Rolf von Nauckhoff. Abgerufen am 15. April 2022.

| Personendaten    | Personendaten             |
| ---------------- | ------------------------- |
| NAME             | Nauckhoff, Rolf von       |
| KURZBESCHREIBUNG | schwedischer Schauspieler |
| GEBURTSDATUM     | 15. Mai 1909              |
| GEBURTSORT       | Stockholm                 |
| STERBEDATUM      | 25. Juni 1968             |
| STERBEORT        | München                   |